# Украдени пољупци
Украдени пољупци (фр. Bsisers volés) је француски играни филм из 1968. године у режији Франсоа Трифоа. 
Антоан Дуанел (Жан-Пјер Лео) је отпуштен из војске. Он се налази са својом девојком, Кристин Дарбон (Клод Жад). Уз помоћ Кристининог оца, он се запошљава у хотелу, али убрзо добија отказ након што несвесно помогне приватном детективу. Антоан почне да ради за детективску агенцију. му је додељен случај неуротичног Жоржа Табарда. После кафе са Табардовом прелепом и интелигентном супругом, Фабијен (Делфин Сејриг), она покуша да га заведе. Он касније сретне Кристин у парку и запроси је, а њих двоје постају главни јунаци у следећем наставку "Заједнички кревет и сто" (1970).